# William Allen Egan
William Allen Egan (Valdez, 8 de outubro de 1914 – Anchorage, 6 de maio de 1984) foi um político estadunidense do partido democrata que foi por duas vezes governador do Alasca. Egan é um dos únicos governadores do estado na história a ter realmente nascido no Alasca.

## Carreira
Antes de entrar na política, William Egan serviu no Exército dos Estados Unidos durante a Segunda Guerra Mundial, trabalhou em uma mina, foi piloto e era dono do Valdez General Store. Egan foi eleito para a Câmara dos Representantes do Território do Alasca em 194 , onde serviu por dez anos e foi seu presidente em 1951. Ele também foi eleito prefeito de Valdez em 1946. Também foi membro do Senado Territorial do Alasca entre 1953 e 1955, e delegado e diretor presidente da Convenção Constitucional do Estado do Alasca entre 1955 e 1956. Em 30 de junho de 1958, o Congresso dos EUA aprovou a Lei do Estado do Alasca, que resultou na candidatura de Egan ao cargo de governador do Alasca e foi eleito primeiro governador do Alasca. Ele foi reeleito para um segundo mandato em 1962, mas perdeu em 1966, foi eleito para um terceiro mandato em 1970. Durante sua gestão, ele trabalhou para aproveitar os vastos recursos naturais do Alasca, para que uma era de expansão e mudança começasse para o estado. Ele concorreu novamente para o cargo em 1974, mas foi derrotado por pouco por Jay Hammond. William Allen Egan morreu em 6 de maio de 1984. Ele era casado com Neva McKittrick, com quem teve um filho.